# Kanton Saint-Symphorien-de-Lay
Kanton Saint-Symphorien-de-Lay (francouzsky Saint-Symphorien-de-Lay) je francouzský kanton v departementu Loire v regionu Rhône-Alpes. Tvoří ho 16 obcí.

## Obce kantonu
- Chirassimont
- Cordelle
- Croizet-sur-Gand
- Fourneaux
- Lay
- Machézal
- Neaux
- Neulise
- Pradines
- Régny
- Saint-Cyr-de-Favières
- Saint-Just-la-Pendue
- Saint-Priest-la-Roche
- Saint-Symphorien-de-Lay
- Saint-Victor-sur-Rhins
- Vendranges